# Mladá fronta
Mladá fronta, a. s. – wydawnictwo funkcjonujące na rynku czeskim.
Działa od 1945 roku.  Funkcję dyrektora generalnego pełni Karel Novotný.
Jest wydawcą m.in. tygodnika ekonomicznego „Euro”, magazynów lifestyle’owych „Esence” i „Hipster” oraz ekonomicznej witryny internetowej Finance.cz. Ogłasza ok. 200 nowych tytułów książkowych rocznie.
Od lutego 2020 r. przedsiębiorstwo znajduje się w stanie upadłości.